# Friedrich Albert Zimmermann

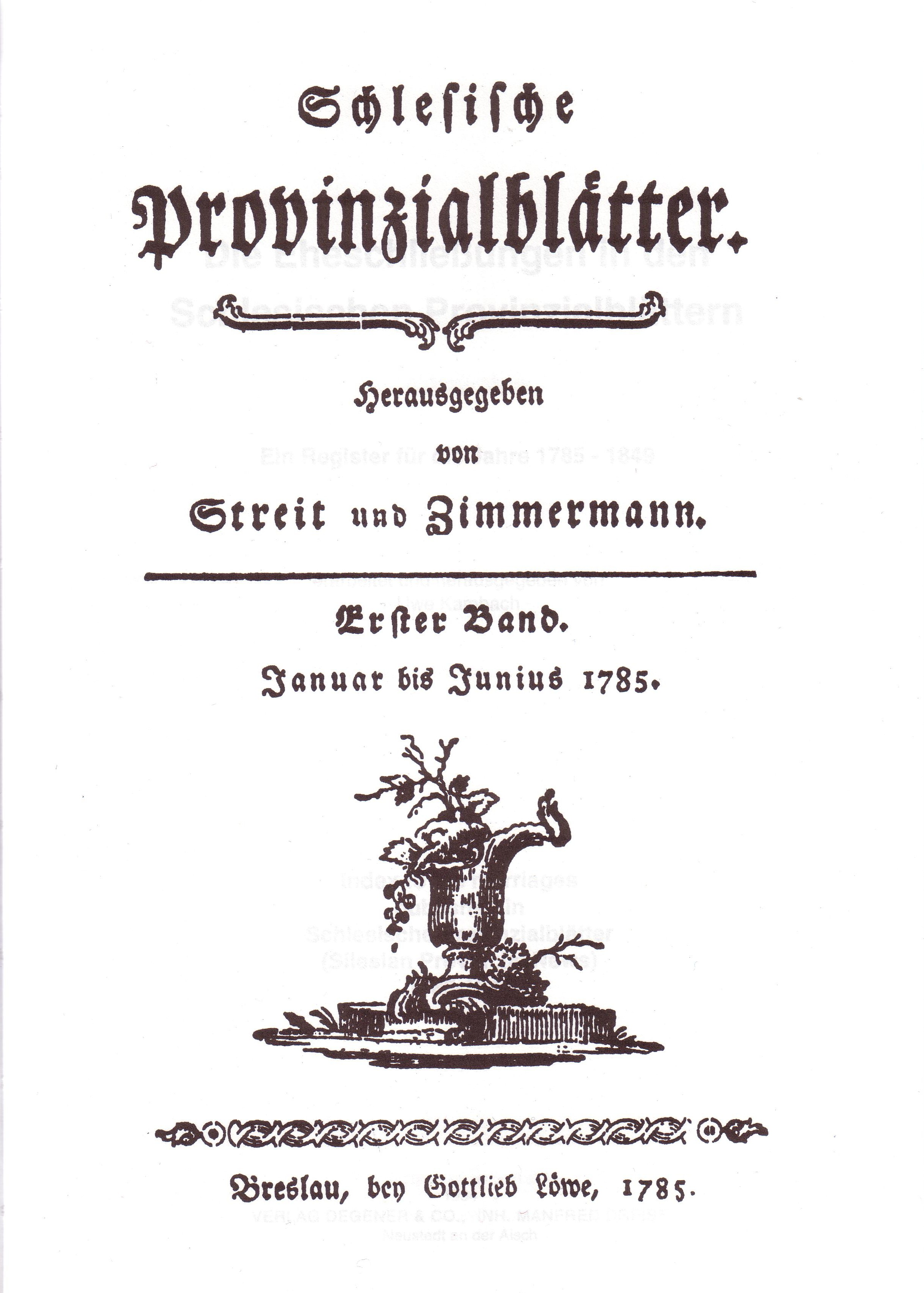
Strona tytułowa „Schlesischen Provinzialblätter” z 1785 z nazwiskiem Zimmermanna jako współwydawcy

Friedrich Albert Zimmermann (ur. 30 maja 1745 w Lubinie, zm. 27 marca 1815 we Wrocławiu) – pruski urzędnik i geograf, autor obszernej, trzynastotomowej pracy „Beiträge zur Beschreibung Schlesiens” (pol. Przyczynki do opisu Śląska).
Syn urzędnika miejskiego w Lubinie, od młodości pracował jako urzędnik pruski, najpierw na Śląsku, w 1771 r. zwrócił na siebie ministra ds. Śląska, Karla von Hoyma i został jego protegowanym. Po zaborach, z polecenia władz pruskich pracował jako urzędnik na zaanektowanych terytoriach dawnej Rzeczypospolitej, najpierw w Prusach Zachodnich, od 1793 w Prusach Południowych i od 1795 r. w Warszawie. W 1804 r. mianowano go sekretarzem von Hoyma, w 1808 r. pracował w Berlinie, a od 1809 na kierowniczym stanowisku w Królewcu, po czym osiadł we Wrocławiu, gdzie w 1814 r. otrzymał tytuł tajnego radcy a rok później zmarł.
Napisał „Beiträge zur Beschreibung Schlesiens”, wydany w 13 tomach w latach 1783–1785. Ponieważ praca ta w dużej mierze bazowała na archiwalnych i urzędowych dokumentach stanowi cenne źródło wiedzy o ówczesnym Śląsku. Był także wraz z Karlem Konradem Streitem inicjatorem i wydawcą ukazującego się od 1785 czasopisma Schlesische Provinzialblätter.